# 고쿠료 유토
고쿠료 유토(일본어: 國領 雄斗, 1999년 12월 27일~)는 일본의 축구 선수이다.

## 구단 경력
그는 2022년 일본 풋볼 리그의 나라 클럽에 입단했다. 2022년 일본 풋볼 리그 우승으로 J3리그로 승격했다. 2024년 J3리그의 FC 오사카로 이적했다.